# بريمبارتا تشاترجي
بريمبارتا تشاترجي (بالإنجليزية: Parambrata Chatterjee)‏ (و. 1980 – م) هو مخرج سينمائي، وممثل من الهند . ولد في كلكتا .

## روابط خارجية
- بريمبارتا تشاترجي على موقع IMDb (الإنجليزية)
- بريمبارتا تشاترجي على موقع أول موفي (الإنجليزية)
- بريمبارتا تشاترجي على موقع قاعدة بيانات الفيلم (الإنجليزية)
- بريمبارتا تشاترجي على موقع كينوبويسك (الروسية)